# Mittelberg (Gemeinde Langschlag)
Mittelberg ist eine Ortschaft und eine Katastralgemeinde der Marktgemeinde Langschlag im Bezirk Zwettl in Niederösterreich.

## Geschichte
Der Ort wird 1374 zum ersten Mal schriftlich als Mittelperg erwähnt.
Im Eintrag der Josephinischen Fassion aus Jahre 1786/87 gab es im heutigen Ort 7 Häuser.
Nach der Entstehung der Ortsgemeinden 1849 wurde der Ort eine Katastralgemeinde der Ortsgemeinde Langschlag.
Am 27. September 1883 wird der Ort durch Abspaltung von der Gemeinde Langschlag eine Katastralgemeinde der Gemeinde Stierberg.
Laut Adressbuch von Österreich waren im Jahr 1938 in Mittelberg einige Landwirte ansässig.
Im Zuge der Niederösterreichischen Kommunalstrukturverbesserung wurde der Ort durch die Auflösung der Gemeinde Stierberg am 1. Januar 1967 ein Teil der Gemeinde Langschlag.

## Siedlungsentwicklung
Zum Jahreswechsel 1979/1980 befanden sich in der Katastralgemeinde Mittelberg insgesamt 9 Bauflächen mit 3.847 m² und 3 Gärten auf 99 m², 1989/1990 gab es 9 Bauflächen. 1999/2000 war die Zahl der Bauflächen auf 18 angewachsen und 2009/2010 bestanden 11 Gebäude auf 19 Bauflächen.

## Bodennutzung
Die Katastralgemeinde ist landwirtschaftlich geprägt. 70 Hektar wurden zum Jahreswechsel 1979/1980 landwirtschaftlich genutzt und 51 Hektar waren forstwirtschaftlich geführte Waldflächen. 1999/2000 wurde auf 64 Hektar Landwirtschaft betrieben und 57 Hektar waren als forstwirtschaftlich genutzte Flächen ausgewiesen. Ende 2018 waren 61 Hektar als landwirtschaftliche Flächen genutzt und Forstwirtschaft wurde auf 60 Hektar betrieben. Die durchschnittliche Bodenklimazahl von Mittelberg beträgt 17 (Stand 2010).